# Рішард Астр
Рішард Астр (фр. Richard Astre; 28 серпня 1948, Тулуза) - колишній французький та міжнародний регбіст.

## Спортивна кар'єра
Син гравця Тулузи, Рене Астра - Рішард почав грати в регбі ще в віці 5 років. Тренери швидко помітили талант малого і першим завербував в свою команду тренер Тулузи Олімпік Емплої Клаб, П'єр Данос. 
Астре грав на позиції півзахисника для команди Безьє Еро, з якою здобув шість титулів чемпіона Франції. У 1971 році став наймолодшим капітаном, який брав участь в чемпіонаті Франції з регбі. З 1971 по 1976 був капітаном збірної Франції. У 1972 здійснив турне по Австралії; 1974 - по Аргентині; 1975 - часткове турне по Південно-Африканській Республіці як тренер команди. Разом зі своїм клубом завоював ще три титули Шаленж Ів дю Мануар.
Він був чудовим тренером, винахідником, здатним на будь-які подвиги.
Сезон 1974—1975 виявився його найкращим, хоча напередодні турніру шести націй у 1977 році, тренер Жан Деклу зробив капітаном Жака Фуру. 
Рішард здобув у 1975 році нагороду: Оскар Олімпік Міді (фр. Oscars du Midi olympique) (найкращий французький гравець чемпіонату). 
Астр покинув клуб у 1978 через кризу, проте повернувся до нього ще до кінця 1990-х років. 

## Досягнення
Топ 14
- Чемпіон: 1971, 1972, 1974, 1975, 1977, 1978 (Безьє Еро)
- Фіналіст: 1976

Шаленж Ів дю Мануар
- Переможець: 1972, 1975, 1977 (Безьє Еро)
- Фіналіст: 1973, 1978

Осінній щит
- Чемпіон: 1971, 1972, 1975, 1977, 1978

Шаленж Жуль Кадна
- Переможець: 1968, 1970, 1971, 1972, 1975, 1977, 1978

Юніорський чемпіонат Франції з регбі
- Чемпіон: 1968

Чемпіонат Франції з регбі для військових
- Чемпіон: 1967

## Цікаві факти
- На даний момент Рішард працює консультантом Франс Інфо (фр. France Info).
- Дуже любить грати в гольф; щороку бере участь у змаганні Майстер де Шемпіон (фр. Masters des Champions), який проходить в Сент-Максім.
- У 1977 році була видана книжка: Astre le rugby de lumière, par J-P Lacour.
- Рішард є батьком чотирьох дочок: Віржіні (Virginie), Каролін (Caroline), Шарлотт (Charlotte) та Анн-Софі (Anne-Sophie).